# Колесніченко Ігор Костянтинович
Ігор Костянтинович Колесніченко (позивний «Інженер») (23 серпня 1983 — 24 жовтня 2023) — військовослужбовець 34-го Херсонського полку НГУ, учасник російсько-української війни.

## Життєпис
Народився 23 серпня 1983 року у селі Посад-Покровське.
До лав Збройних сил України Ігор Колесніченко долучився добровольцем у травні 2022 року, після евакуації з рідного села, яке було на лінії фронту. До цього чоловік допомагав українським військовим — передавав координати позицій російської армії.
Їздив на навчання до Великої Британії. Із вересня 2023 року почав виконувати бойові завдання під Кринками, на лівому березі Дніпра у складі Національної гвардії України.
24 жовтня 2023 року загинув під час виконання бойового завдання на Херсонщині. Залишилася дружину та двоє дітей.

## Нагороди та вшанування пам'яті
- Відзнака Президента України «За оборону України» (посмертно)
- Портрет Колесніченка Ігоря Костянтиновича встановлено на Алеї Героїв у селі Чорнобаївка.